# Dante Gabriel Rossetti
Dante Gabriel Rossetti (født 12. maj 1828, død 9. april 1882) var en engelsk digter, tegner, maler og oversætter.
Han blev født i London og blev døbt Gabriel Charles Dante Rossetti, men valgte selv at benytte navnet "Dante" som fornavn for at ære den italienske middelalderdigter Dante Alighieri.
Ud over en række malerier med klassiske motiver udgav Dante Gabriel Rossetti o. 1870 en samling sonnetter "The House of Life". Flere af dem blev sat i musik af den britiske komponist Ralph Vaughan Williams.